# 罗坊乡 (连城县)
罗坊乡，是中华人民共和国福建省龙岩市连城县下辖的一个乡镇级行政单位。

## 行政区划
罗坊乡下辖以下地区：
邱赖村、下罗村、上罗村、岗头村、萧坑村、文敷村、富地村、坪上村和长坑村。